# Thelersäulen
Die Thelersäulen sind Betsäulen bzw. Martersäulen (Sühnesteine) im sächsischen Osterzgebirge aus vorreformatorischer Zeit.
Ursprünglich gab es sieben Thelersäulen am Kirchsteig zwischen Höckendorf und Obercunnersdorf. Heute stehen noch zwei Säulen, eine am Abzweig des Kirchsteigs von der Dorfhainer Straße in Höckendorf und die zweite oberhalb des Stieflitzgrunds.
Der Kopf einer dritten Säule wurde in Obercunnersdorf (am Abzweig des Mittelwegs von der Staatsstraße 190) auf eine Wegsäule von 1841 aufgesetzt und 1975 neu aufgestellt. Die ursprünglichen Andachtsbilder (Bildstock) auf den Betsäulen sind nicht mehr vorhanden.

## Geschichte
Ritter Conrad von Theler († 1361) entstammt einem Freiberger Adelsgeschlecht, das an der Ausbeute der Erzgruben in der Gegend um Höckendorf beteiligt war. Der Sage bzw. Überlieferung nach soll er im Jahre 1332 den Pfarrer in der Sakristei der Kirche erschlagen oder erstochen haben, weil dieser für die Kirche einen zu großen Anteil vom Gewinn der Erzausbeute gefordert habe. Danach soll er zur Buße eine Kreuzfahrt nach Jerusalem unternommen haben und nach seiner Rückkehr im Jahre 1334 die sieben Betsäulen als Sühnezeichen auf dem Kirchsteig von Höckendorf nach Obercunnersdorf errichtet haben. (Dieser etwa 1,7 km lange Weg entspricht der Wegstrecke, auf der Jesus sein Kreuz nach Golgata getragen hat.) 
Die weiteren Bildstöcke in der Umgebung, z. B. in Dippoldiswalde,  Paulsdorf, Ruppendorf und Oelsa sind keine Thelersäulen, obwohl sie von manchen Forschern dazu gerechnet werden.

## Bilder der Thelersäulen

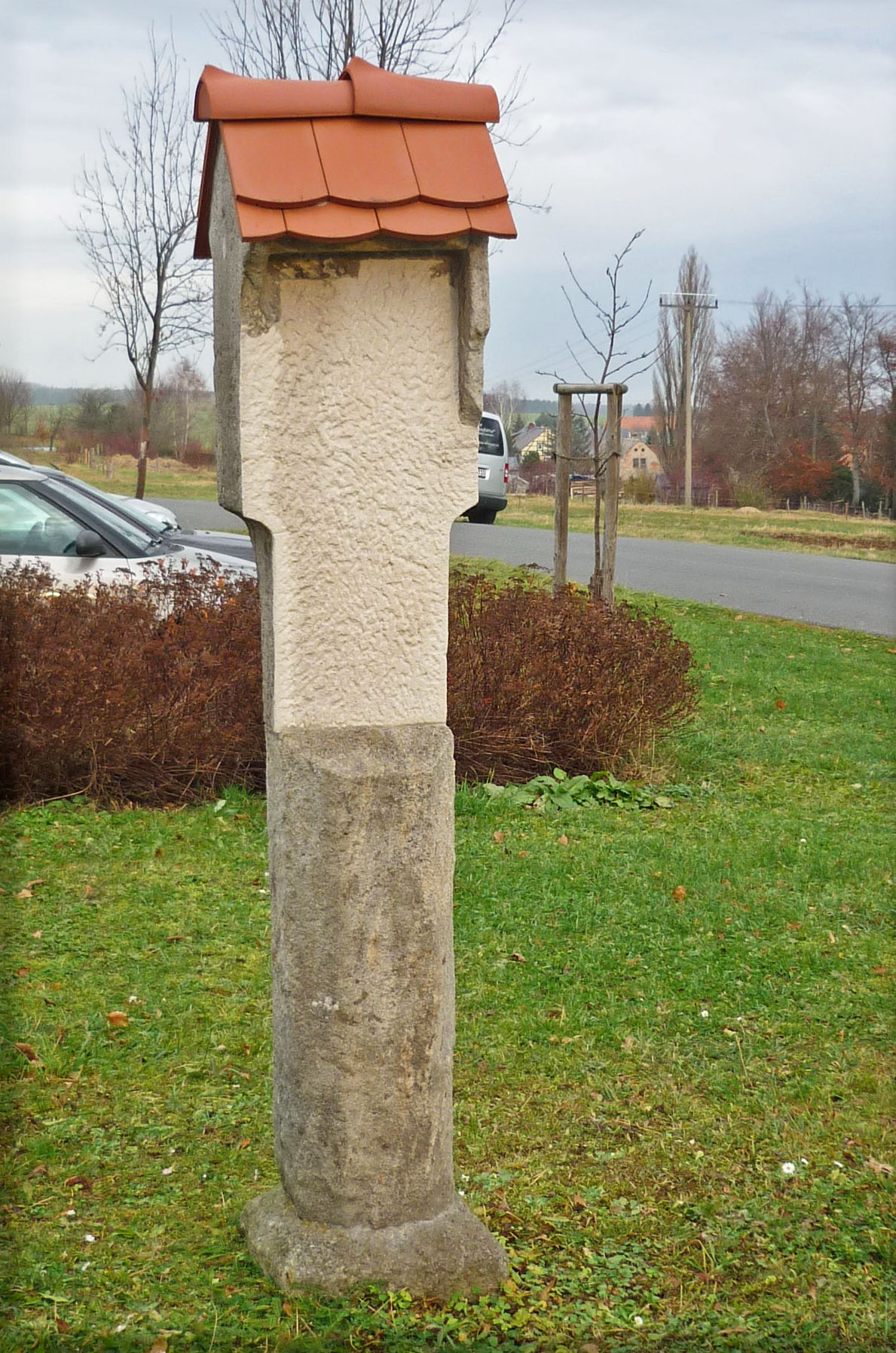
Thelersäule in Höckendorf
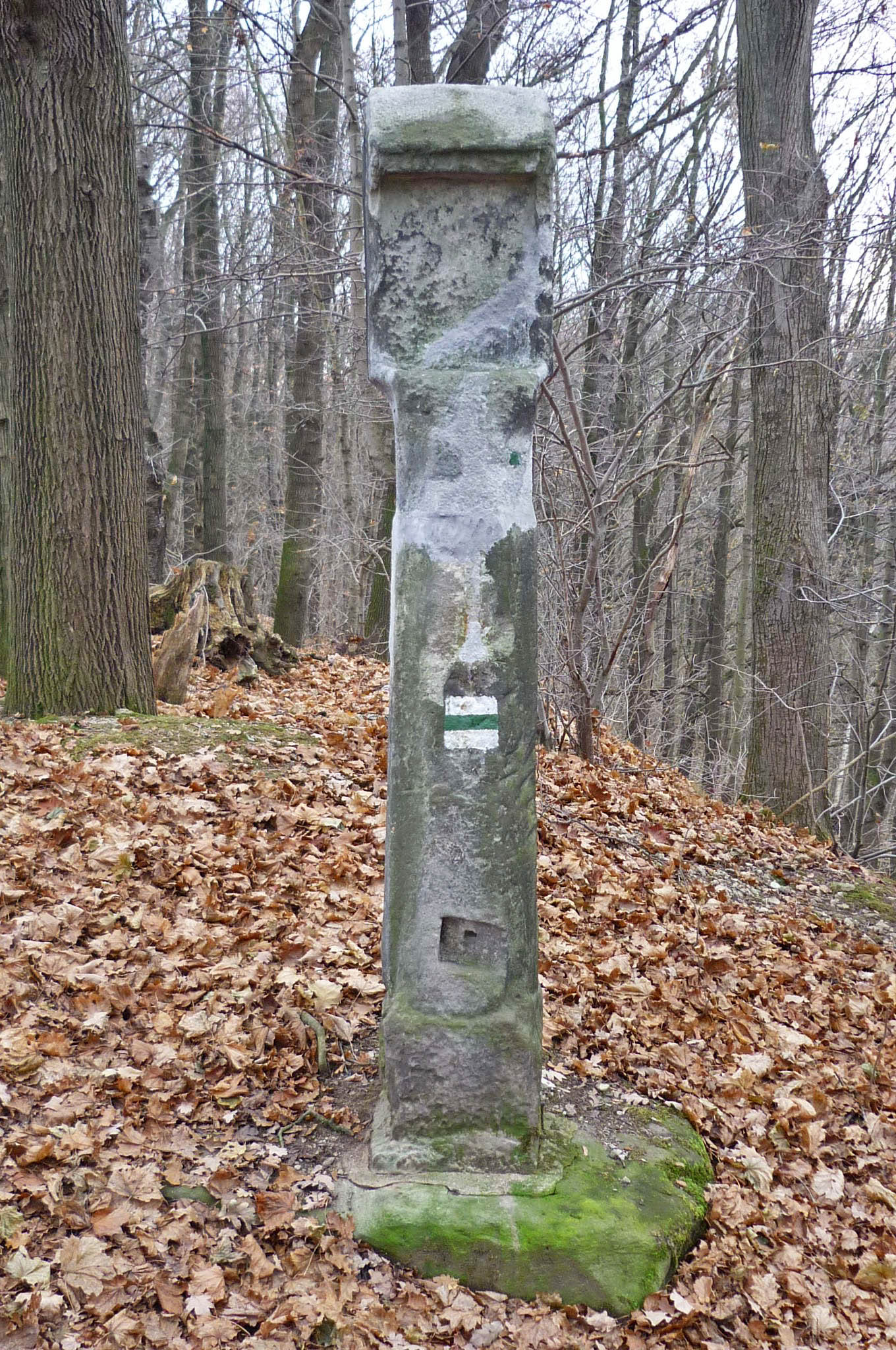
Thelersäule oberhalb des Stieflitzgrunds
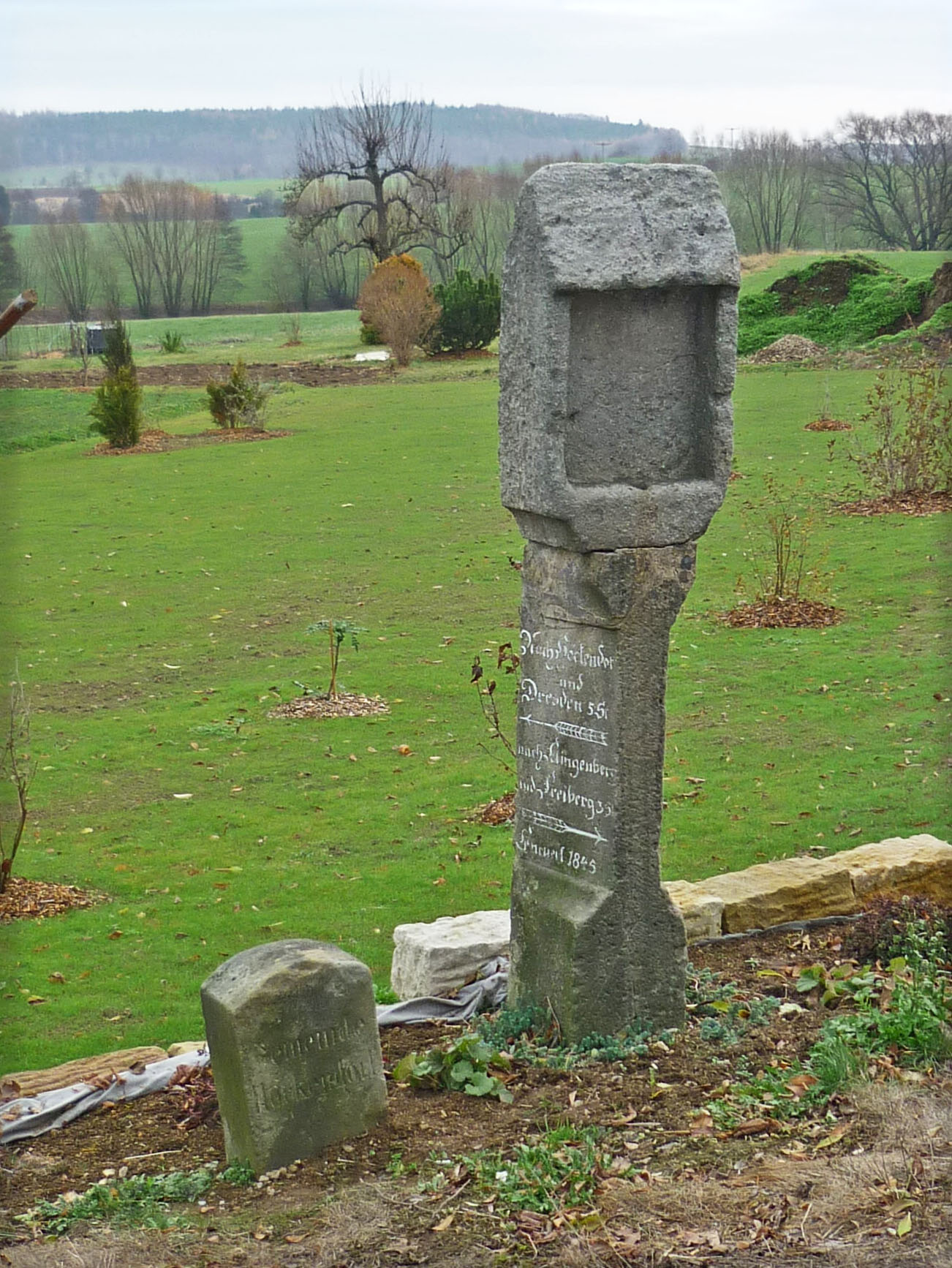
Thelersäule/Wegsäule in Obercunnersdorf
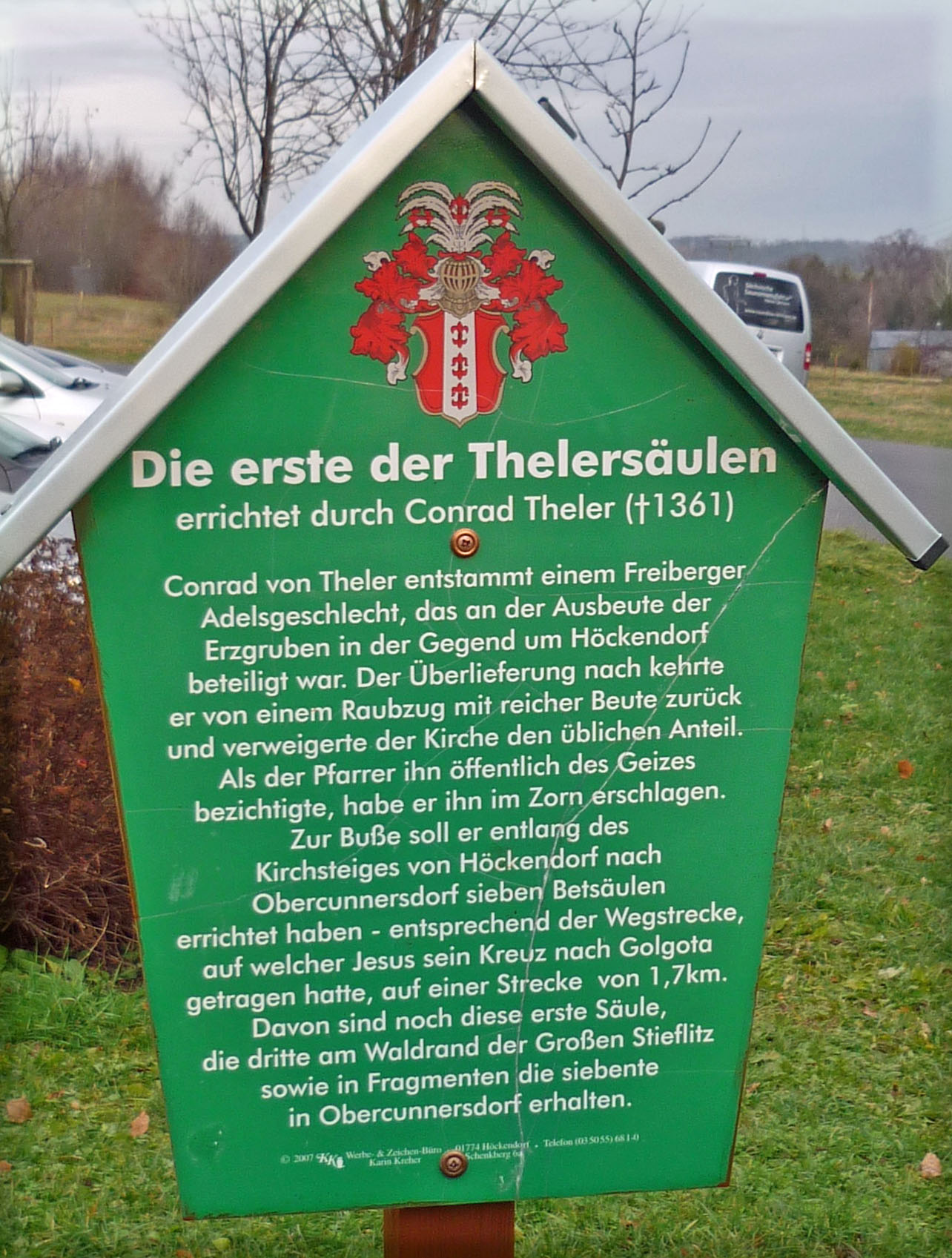
Erläuterungstafel in Höckendorf